# Kevin Rahm
Kevin Rahm (Mineral Wells, 7 gennaio 1971) è un attore statunitense.
Deve la sua fama all'interpretazione di Kyle McCarthy in Giudice Amy ed a quella di Lee MacDermot in Desperate Housewives.

## Biografia
È noto principalmente per i suoi ruoli nelle serie televisive, nel 2001 recita il suo primo ruolo di rilievo nella serie Giudice Amy dove interpreta il personaggio di Kyle McCarty, interpretando la parte fino al 2004.
A partire dal 2007, entra nel cast della serie televisiva Desperate Housewives, dove recita il ruolo di Lee MacDermot, fino alla conclusione della serie nel 2012.
Nel corso della sua carriera è apparso in numerose serie come CSI: NY, Grey's Anatomy, Ally McBeal, Senza traccia, The Mentalist, Pacific Blue, Friends, Beverly Hills 90210, Il tocco di un angelo, Scrubs, Star Trek: Deep Space Nine e Close to Home.
Dal 2010 prende parte ad alcuni episodi della serie Mad Men recitando il ruolo di Ted Chaough, fino al 2015; sempre nello stesso anno prende parte alla terza stagione della serie Bates Motel dove interpreta la parte dello spietato miliardario Bob Paris.
Nel 2014 prende parte al film Lo sciacallo - Nightcrawler, di Dan Gilroy, recitando al fianco di Jake Gyllenhaal, inoltre a partire dal 2015 prenderà parte alla serie della CBS Madam Secretary interpretando il personaggio di Mike Barnow.
Entrerà nel cast della serie Lethal Weapon, tratta dalla saga cinematografica di Arma letale, interpretando il ruolo del capitano Brooks Avery.

## Filmografia

### Cinema
- Out of Annie's Past, regia di Stuart Cooper (1995)
- Of Love & Betrayal, regia di Michael Reed McLaughlin (1995)
- Turning Point, regia di Martin L. Andersen (1996)
- Il fiume della grande paura (Same River Twice), regia di Scott Featherstone (1996)
- Marabunta - Minaccia alla Terra (Legion of Fire: Killer Ants!), regia di Jim Charleston e George Manasse (1998)
- Il sapore del sangue (Clay Pigeons), regia di David Dobkin (1998)
- Valerie Flake, regia di John Putch (1999)
- Intrepid - La nave maledetta (Intrepid), regia di John Putch (2000)
- Betty Love (Nurse Betty), regia di Neil LaBute (2001)
- Alfred Hitchcock's Gun, regia di Joseph Manes (2001)
- Everybody and Their Mother Wants to Write and Direct, regia di Lontih Khatami (2004)
- Alfie, regia di Charles Shyer (2004)
- Mojave Phone Booth, regia di John Putch (2006)
- Route 30, regia di John Putch (2007)
- LA Blues, regia di Ian Gurvitz (2007)
- Overnight, regia di Valerie Breiman (2012)
- Lo sciacallo - Nightcrawler (Nightcrawler), regia di Dan Gilroy (2014)
- Clinical, regia di Alistair Legrand (2017)

### Televisione
- Il tocco di un angelo (Touched by an Angel) - serie TV, episodio 2x12 (1996)
- Divided by Hate - film TV, regia di Tom Skerritt (1997)
- Pacific Blue - serie TV, episodio 4x09 (1998)
- Jesse - serie TV, 20 episodi (1999-2000)
- Star Trek: Deep Space Nine - serie TV, episodio 7x11 (1999)
- Beverly Hills 90210 - serie TV, episodio 9x18 (1999)
- Rescue 77 - serie TV, episodi 1x01-1x03-1x05 (1999)
- Due poliziotti a Palm Beach (Silk Stalkings) - serie TV, episodio 8x20 (1999)
- Everything's Relative - serie TV, 4 episodi (1999)
- Giudice Amy (Judging Amy) - serie TV, 65 episodi (2001-2004)
- Ally McBeal - serie TV, episodio 4x13 (2001)
- Friends - serie TV, episodio 8x05 (2001)
- Joan of Arcadia - serie TV, episodi 2x12-2x20 (2005)
- Grey's Anatomy – serie TV, episodio 1x08 (2005)
- Close to Home - Giustizia ad ogni costo (Close to Home) - serie TV, episodio 1x04 (2005)
- Crumbs - serie TV, episodi 1x01-1x09 (2006)
- CSI: NY - serie TV, episodio 2x15 (2006)
- Night Stalker - serie TV, episodio 1x09 (2006)
- CSI: Scena del crimine (CSI: Crime Scene Investigation) - serie TV, episodi 7x01-7x02 (2006)
- Law and Order SVU- serie Tv, episodio 9x14 (2007)
- Scrubs - serie TV, episodio 7x01 (2007)
- Conspiracy, serie TV, episodio 1x01 (2007)
- Desperate Housewives - serie TV, 53 episodi (2007–2011)
- Senza traccia (Without a Trace) - serie TV, episodio 7x01 (2008)
- CSI: Miami - serie TV, episodio 7x21 (2009)
- Three Rivers - serie TV, episodio 1x08 (2009)
- The Mentalist - serie TV, episodio 2x13 (2010)
- Open Books - film TV, regia di James Burrows (2010)
- Mad Men - serie TV, 24 episodi (2010-2015) - Ted Chaough
- I Hate My Teenage Daughter – serie TV, 13 episodi (2011-2013)
- Surviving Jack - serie TV, 7 episodi (2014)
- Red Zone - film TV, regia di James Foley (2014)
- Madam Secretary - serie TV (2015-2019)
- Bates Motel - serie TV, 8 episodi (2015)
- Lethal Weapon - serie TV, 55 episodi (2016-2019)

## Doppiatori italiani
Nelle versioni in italiano delle opere in cui ha recitato, Kevin Rahm è stato doppiato da:
- Mauro Gravina in Senza traccia, Lo sciacallo - Nightcrawler, Close to Home - Giustizia ad ogni costo
- Roberto Certomà in Scrubs - Medici ai primi ferri, CSI: NY
- Massimiliano Manfredi in CSI - Scena del crimine, Desperate Housewives (ep. 4x10)
- Nanni Baldini in Friends, Star Trek: Deep Space Nine
- Riccardo Rossi in Betty Love, Joan of Arcadia
- Alessio Cigliano in Bates Motel, Clinical
- Luca Sandri in Ally McBeal
- Loris Loddi in Desperate Housewives (st. 4-7)
- Christian Iansante in Desperate Housewives (st. 8)
- Alessandro Quarta in Madame Secretary
- Massimo De Ambrosis in The Mentalist
- Roberto Chevalier in Lethal Weapon
- Roberto Gammino in Giudice Amy
- Francesco Pezzulli in CSI: Miami
- Mario Cordova in Mad Men (st. 4)
- Francesco Bulckaen in Mad Men (st. 5-7)